# Виње Нуове (Витербо)
Виње Нуове је насеље у Италији у округу Витербо, региону Лацио.
Према процени из 2011. у насељу је живело 83 становника. Насеље се налази на надморској висини од 253 м.